# Paola Mahuad Calderón
Paola Mahuad Calderón (Quito, 1979) es la hija del ex presidente ecuatoriano Jamil Mahuad Witt. Debido a la condición de divorciado que su padre mantenía cuando ascendió a la presidencia de la República, la joven asumió el rol de primera dama de la nación, cargo que ejerció entre el 10 de agosto de 1998 y el 21 de enero de 2000, cuando un golpe de Estado dio por terminada la presidencia de Mahuad Witt.

## Biografía
María Paola Mahuad Calderón es hija del lojano Jamil Mahuad Witt, presidente de Ecuador entre 1998 y 2000, y la exreina de Quito del año 1971, Tatiana Calderón. Sus padres se divorciarían tiempo después.

### Primera dama
Después de que su padre asumiera la presidencia, Paola tomó el rol tradicionalmente reservado a las esposas del primer mandatario y se convirtió en la primera dama más joven de la historia ecuatoriana, pues contaba con apenas 19 años de edad en ese momento. Pese a su juventud, desempeñó el cargo con entusiasmo y eficacia, convirtiéndose inmediatamente en una figura pública de alcance nacional. Defendió la política económica de su padre y se puso al frente de varios temas, sobre todo en el ámbito social.
Debido a su cargo, Paola asistió a varios eventos oficiales relacionados con el proceso de negociación de la paz con Perú, entre ellos la firma misma del Acuerdo celebrado entre su padre y Alberto Fujimori en el Palacio de Carondelet el 26 de octubre de 1998; además de un viaje posterior de amistad entre ambas naciones a la región de Puno y el lago Titicaca, que tuvo lugar los primeros días del mes de marzo de 2000. La amistad forjada durante estos históricos episodios entre Paola y Keiko Fujimori, hija del entonces presidente peruano y que también fungía como primera dama de ese país, la llevó a ser invitada a la boda de Keiko en Lima el 3 de julio de 2004.

### Vida posterior
Después del golpe de Estado que derrocó a Jamil Mahuad el 21 de enero de 2000, Paola se alejó de la escena política y viajó junto a su padre a la ciudad estadounidense de Boston, donde se estableció para iniciar una carrera universitaria antes de regresar a Ecuador en el verano de 2010.